# Hovtrumpetare
Hovtrumpetare är i Sverige en hederstitel som Sveriges kung kan tilldela trumpetare, företrädesvis inom Försvarsmusiken. Sedan 2024 finns två hovtrumpetare; Olle Hermansen och Björn Nyman.

## Utnämningar

### 1700-talet
- 1753, Christian Ludwig Kuhlau
- 1760, 10 maj, Johan Gottfried Jäger
- 1766, Michael Kraepelin

### 1800-talet
- 1812, Johan Daniel Trache

### 1900-talet
- 1996 Per-Anders Erixon, kallad X:et[1]

### 2000-talet
- 2013, 1 november, överstelöjtnant Olle Hermansen[2]
- 2024, 30 april, musikförvaltare Björn Nyman[3]